# 세리와 수지
《세리와 수지》는 1995년 MBC 베스트극장 극본 공모 당선작으로 노희경 작가의 데뷔작이기도 하며, 1996년 6월 28일에 방송된 텔레비전 단막 드라마다. 소외받는 두 여인의 사랑과 갈등이 재미있고 경쾌하게 묘사되며, 이를 통해 삶에서 물질보다 더 소중한 정과 사랑의 의미를 찾아본다.

## 줄거리
세리아줌마는 노화도에서 작은 룸카페를 운영하는데 술손님들이 아가씨를 원하자 서울로 아가씨를 사러온다. 청량리에 도착한 그녀는 브로커 명구로부터 수지를 소개받는다. 세리아줌마와 수지는 노화도로 향하지만 수지는 그곳에 갈 마음이 없다. 그녀는 애인 명구와 짜고 선금을 받은 후 도망치기로 사전에 약속되어 있었다. 하지만 도망치려는 계획은 자꾸 엇나가고, 결국 기차에 오른 두 사람은 얘기를 나누게 된다. 세리아줌마는 자신은 아버지의 노름빚으로 어쩔 수 없이 술집으로 팔려 그간 뼈빠지게 식구들 뒷바라지하며 살았다고 말한다. 그러자 수지는 자신은 그냥 돈을 벌어 잘 살려고 술집에 나왔다고 말한다. 세리아줌마는 그런 수지를 이해할 수 없다고 몰아세운다. 수지는 그런 세리아줌마가 못마땅하다. ‘뭐 묻은 개가 뭐 묻은 개한테 나무란다’고 생각하는 것이다. 두 사람은 서로를 무시하며 옥신각신한다.

## 등장 인물

### 주요 인물
- 사미자 : 세리아줌마 역(50세)

본명 이화월. 늙은 작부이며, 산전수전 다 겪은 능구렁이에 말 많고 정 많은 여자다.
- 전미선 : 수지 역(26세)

본명 명자. 술집 아가씨로, 돈이 인생의 전부라고 믿는다. 사납고 앙칼지고 맹랑하지만 가슴속엔 따뜻한 정을 그리워한다.
- 윤철형 : 명구 역(25세)

브로커. 수지의 애인이며, 비열하다. 수지를 배신한다.

### 그 외 인물
- 이상철
- 최범호
- 홍순창
- 박종설
- 이원재
- 황우연
- 박희정
- 김양욱
- 이승우
- 윤용현
- 원종선
- 김윤정
- 허윤경
- 오선미
- 최윤화